# Estudiantes en Defensa de la Universidad
Estudiantes en Defensa de la Universidad (EDU) es un colectivo estudiantil de carácter laico y progresista de la Universidad de Zaragoza, España.

## Historia
Estudiantes en Defensa de la Universidad nace en el año 1996 en Aragón. Diversos colectivos, impulsados por el Departamento de Juventud de UGT Aragón, cream el MJALP (Movimiento Juvenil Aragonés Laico y Progresista) para coordinar esfuerzos y recursos dispersos.
En el ámbito universitario, supuso la creación de una coalición electoral en la Universidad de Zaragoza, formada por los colectivos MOVIDA (Movimiento por los Derechos del Alumnado), INTEGRA , CAPA (la Coordinadora de Alumnos Progresistas Altoaragoneses), Nostracampus y estudiantes independientes. Desde el año 1996 EDU se ha implantado en los cinco campus de la Universidad de Zaragoza, desarrollando actividades a lo largo del año en las veintidós facultades y escuelas universitarias de la Universidad aragonesa.

## Objetivos
Esta organización estudiantil defiende una Universidad pública, laica y de calidad, abierta a la participación de los estudiantes y una mejora de los servicios públicos.

## Organización
La actividad de Estudiantes en Defensa de la Universidad se estructura a diferentes niveles lo que ha conllevado una estructura propia, con distintos niveles de participación:
- Equipos de Centro: Unidad básica, formada por los grupos de voluntarios en cada centro universitario. Se reúnen con una periodicidad semanal para decidir y llevar a cabo actividades de sensibilización y representación estudiantil dentro de un plan general compartido por todo el colectivo. Cada equipo está dirigido por uno o más coordinadores/as de centro, que son responsables del funcionamiento del colectivo a este nivel.

- ECC: el Equipo de coordinadores de centro es el órgano donde se toman las decisiones que afectan a todo el colectivo en mayor o menor medida. Está formado por los coordinadores de zona y los coordinadores de centro.

- ECOUNIV: Finalmente, el Equipo de coordinación universitaria es un órgano formado por los coordinadores de zona, que son responsables del funcionamiento de equipos de varios centros y de la dirección de este proyecto asociativo.

## Confluencias 2007
- Confluencias 2007 (Torrellas, noviembre de 2007). El Centro de Formación la Nave sirve de escenario para la formación de casi un centenar de universitario y para el desarrollo de un campo de trabajo sobre medio ambiente, interculturalidad, y no sexismo.